# Anselm Sprandel
Anselm Sprandel (* 25. März 1959 in Neuilly-sur-Seine) ist ein deutscher politischer Beamter (Bündnis 90/Die Grünen). Von September 2024 bis Mai 2025 war er Staatsrat in der Behörde für Umwelt, Klima, Energie und Agrarwirtschaft der Freien und Hansestadt Hamburg.

## Leben
Sprandel studierte von 1986 bis 1991 Volkswirtschaftslehre und Soziologie an der Ruprecht-Karls-Universität Heidelberg und der Universität Hamburg. Er schloss das Studium als Diplom-Volkswirt ab. 1992 trat er in den Allgemeinen Verwaltungsdienst der Freien und Hansestadt Hamburg ein. Bis 1995 absolvierte er sein Referendariat und seine Einführungszeit mit Stationen in verschiedenen Behörden. Von 1995 bis 1997 war er Referent in der Abteilung Kindertagesbetreuung der Schulbehörde. Anschließend war er von 1997 bis 2004 zunächst Referent und später Leiter des Grundsatzreferats Beteiligungsverwaltung im Amt für Vermögens- und Beteiligungsverwaltung der Finanzbehörde. Von 2004 bis 2006 leitete er die Abteilung Kindertagesbetreuung in der Sozialbehörde. Daraufhin war er von 2006 bis 2015 Leiter des Amts für Zentrale Dienste und Beauftragter für den Haushalt in der Sozialbehörde. Von 2015 bis 2019 war er Leiter des Zentralen Koordinierungsstabs Flüchtlinge der Freien und Hansestadt Hamburg. Von 2019 bis 2024 war er schließlich als Leiter des Amts Energie und Klima der Behörde für Umwelt, Klima, Energie und Agrarwirtschaft tätig.
Am 3. September 2024 wurde Sprandel als Nachfolger von Michael Pollmann zum Staatsrat in der Hamburger Behörde für Umwelt, Klima, Energie und Agrarwirtschaft ernannt. Er amtierte bis Ende Mai 2025.
Sprandel ist Mitglied von Bündnis 90/Die Grünen. Er ist verheiratet und hat drei Kinder.